# Cryptocoda gerlachi
Cryptocoda gerlachi är en kammanetart som beskrevs av Eugène Leloup 1938. Cryptocoda gerlachi ingår i släktet Cryptocoda och familjen Cryptocodidae. Inga underarter finns listade i Catalogue of Life.